# Nagy borsókagyló
A nagy borsókagyló (Pisidium amnicum) a kagylók (Bivalvia) osztályának a Veneroida rendjébe, ezen belül a gömbkagylók (Sphaeriidae) családjába tartozó faj.

## Előfordulása
A nagy borsókagyló Európában mindenfelé megtalálható, de állományai csökkenőben vannak.

## Megjelenése
A nagy borsókagyló teknője tojás alakú, 8 - 11 milliméter hosszú és 5 - 8 milliméter széles. Búbja kifejezetten a teknő hátsó végéhez tolódott. Felszíne a búbtól kiindulva körkörösen vonalkás, kissé szabálytalanul bordás. Héja viszonylag vastag, fehéres vagy sárgásbarna. Hátsó végén a vízkivezető nyílás rövid csővé hosszabbodott, míg a bevezető nyílás oldalról nem látható.

## Hasonló fajok
Közép-Európában körülbelül 15 további Pisidium-faj él, ezek mind lényegesen kisebbek, teknőjük hosszúsága 5 milliméter alatt van. A legkisebb faj, a Pisidium tendilineatum még a 2 milliméter hosszúságot sem éri el.

## Életmódja
A nagy borsókagyló tiszta, homokos medrű patakok és folyók, tavak parti vizeinek lakója. Petéit kopoltyúlemezekre teszi.